# Víctimas del pecado
Víctimas del pecado és una pel·lícula mexicana dirigida per Emilio Fernández. Va ser estrenat en 1951 i protagonitzada per Ninón Sevilla i Tito Junco. Fou rodada als Estudios Churubusco.

## Argument
Violeta (Ninón Sevilla), una cabaretera, recull de les escombraries al bebè de la seva companya Rosa (Margarita Ceballos], que ha estat obligada a tirar-lo allí pel seu explotador, Rodolfo (Rodolfo Acosta). Violeta cria al nen i tots dos són protegits per Santiago (Tito Junco), amo d'un cabaret, qui s'enamora d'ella. La tragèdia es desencadena quan Rodolfo assassina Santiago i Violeta, al seu torn, mata a l'explotador.

## Repartiment
- Ninón Sevilla... Violeta
- Tito Junco... Santiago
- Rodolfo Acosta... Rodolfo
- Rita Montaner... Rita
- Ismael Pérez "Poncianito"... Juanito
- Margarita Ceballos ... Rosa

## Comentaris
Sense imaginar que estaven a un pas d'obtenir fama internacional amb la sèrie de pel·lícules de cabaret interpretades per Ninón Sevilla, els germans Calderón van confiar a Emilio Fernández la realització d'aquest melodrama musical que resultaria ser més intens i exacerbat que Salón México (1948), l'anterior incursió de l' “Indio” pels ambients cabareters de la capital mexicana.
Igual que a Salón Mèxico, l “Indio” demostra en Víctimes del pecat un goig molt particular en dirigir les escenes que tenen lloc en el cabaret. Així mateix, el realitzador no amaga la seva afició a la moralitat edificant, ni pot evitar alguns moments d'involuntària comicitat, com aquell en el qual el “pachuco” Rodolfo Acosta demostra la seva habilitat per a parlar més d'un idioma mentre li ensenya com caminar amb estil a una cabaretera francesa.
Malgrat les seves notables deficiències, la pel·lícula ha aconseguit mantenir-se vigent en la filmografia del “Indio” Fernández i el pas del temps no l'ha tractat tan malament. La fotografia de Figueroa continua veient-se esplèndida i, com a representativa de la filmografia de Ninón Sevilla, és important assenyalar que la cinta va obtenir un èxit inusitat en França i Bèlgica, on va ser coneguda com s Quartier interdit (Barrio prohibido).
El film va estar nominat a 2 premis Ariel a la millor fotografia i a la millor actuació infantil (Ismael Pérez).
Ninón era insuperable com la flor que cau en el fang, la vedette que transita en ambients podrits, encara que ella conservi un cor d'or per lliurar-lo a un pària, a un heroi o un desconegut del qual es desconeix el seu passat. Podria ser valent i ajudar a l'home que l'acompanyava, i trair al gàngster que l'havia fet caure en les seves xarxes. Així mateix, podia encapritxar-se amb algú del sexe oposat, sorprès de l'honestedat d'ella, i de l'afecte que sent pel seu fill adoptiu. Tot l'anterior li succeeix a Víctimas del pecado.
Detroit Institute of Arts considera la pel·lícula com "una de les pel·lícules mexicanes més famoses de la postguerra", i comparteix que inclou els números "knockout mambo" de Pérez Prado i Pedro Vargas "".